# 熊本県民天文台
熊本県民天文台（くまもとけんみんてんもんだい）は、熊本県熊本市南区にある公開天文台である。1982年5月に開館して以来、市民への公開活動を続けているアマチュア天文台。

## 利用案内

### 開館時間
- 週末（金・土・日）の晴れた夜
- 受付時間：19時 - 21時
- 公開時間：19時 - 22時[2]

### 利用料金
無料（会員の会費と募金によって運営）

## 観測機材

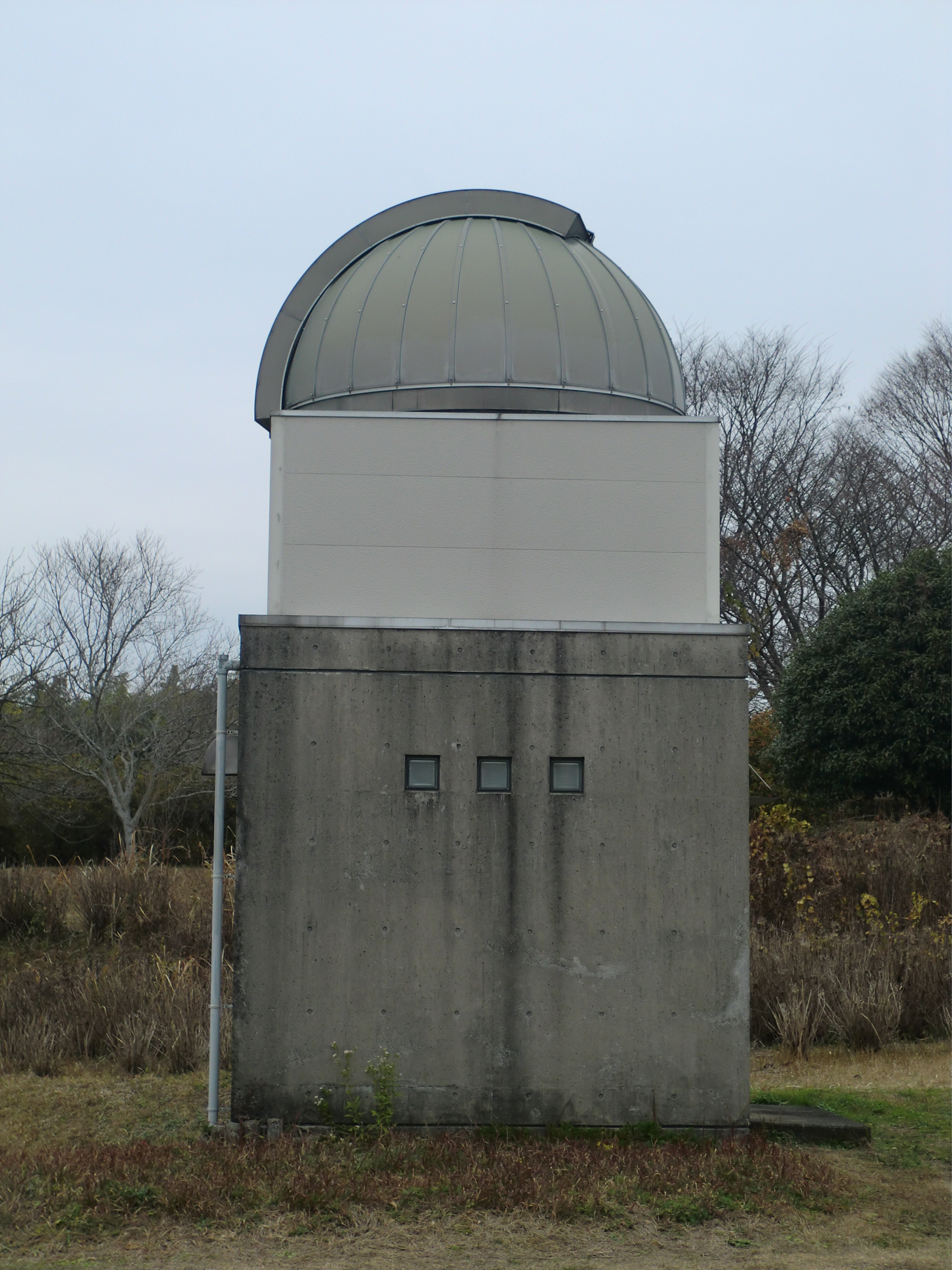
ドーム

スライディングルーフ式観測室、口径41 cmの反射望遠鏡

## 所在地
- 熊本市南区城南町塚原2016

塚原古墳公園のほぼ真ん中あたり